# A Casa das Sete Mulheres
A Casa das Sete Mulheres é uma minissérie brasileira produzida  e exibida pela TV Globo de 7 de janeiro a 8 de abril de 2003, em 51 capítulos.
Baseada no livro de mesmo título da escritora Letícia Wierzchowski, foi adaptada por Maria Adelaide Amaral e Walther Negrão, com a colaboração de Lúcio Manfredi e Vincent Villari. A direção foi de Teresa Lampreia e Marcos Schechtman, com direção geral de Jayme Monjardim, também diretor de núcleo.
Contou com as atuações de Camila Morgado, Giovanna Antonelli, Mariana Ximenes, Eliane Giardini, Daniela Escobar, Nívea Maria, Samara Felippo, Bete Mendes e Thiago Lacerda nos papéis principais.

## Enredo
Região Sul do Brasil, 1835. Desde a Revolução Farroupilha, a trama se desenvolve contemplando as perspectivas e vidas de sete mulheres da família do líder dos farrapos, Bento Gonçalves (Werner Schunemann).
Dona Caetana (Eliane Giardini) é a esposa de Bento Gonçalves, uma mulher corajosa e inteligente, que passa a sofrer com os assédios e a obsessão de Bento Manuel (Luís Melo), que jurou conquistá-la, recorrendo as forças ocultas de Teiniaguá (Juliana Paes) para isso. A tensão e o relacionamento desse triângulo amoroso em muitos momentos definem o rumo da guerra no país. Dona Ana Joaquina (Bete Mendes) e Dona Maria (Nívea Maria) são as irmãs de Bento Gonçalves. Dona Ana Joaquina é bondosa e é quem acolhe Bento Gonçalves e sua família na Estância; e Dona Maria é rude e fará suas três filhas sofrerem muito por conta de sua rigidez.
As filhas de Dona Maria são Manuela (Camila Morgado), Rosário (Mariana Ximenes) e Mariana (Samara Felippo), que junto com a filha mais velha de Dona Caetana e Bento Gonçalves, Perpétua (Daniela Escobar), formam um quarteto de amigas inseparáveis. Rosário se apaixonaria por Estevão (Thiago Fragoso), um soldado das tropas inimigas de seu tio Bento Gonçalves, despertando ciúmes no seu prometido, Afonso Corte Real (Murilo Rosa); nem com a morte de Estevão, Rosário deixaria de amá-lo. Mariana, a filha caçula de Dona Maria, se apaixonaria pelo índio João Gutierrez (Heitor Martinez), tendo sua mãe como sua maior rival, pois essa fará de tudo para impedir que sua filha fique junto de João, por considerá-lo inferior. A filha de Dona Caetana e Bento Gonçalves, Perpétua (Daniela Escobar) se apaixonaria por Inácio (Marcello Novaes), um homem casado com uma mulher enferma, Teresa (Sabrina Greve) que esta a beira da morte. Perpétua teria o desafio de vencer o remorso para ser feliz.
Manuela, a filha mais velha de Dona Maria, se apaixonaria por Giuseppe Garibaldi (Thiago Lacerda), um guerreiro revolucionário que luta contra a Tirania no mundo e é um dos principais aliados de Bento Gonçalves. Garibaldi pede a mão de Manuela em casamento, mas o pedido lhe é negado pela família da moça que estava prometida a Joaquim (Rodrigo Faro), filho de Bento Gonçalves. Convencido pela família de Manuela que isto foi o melhor para ela, Garibaldi parte sozinho. Vendo que sem Garibaldi seus dias são todos tristes e sem sentido, Manuela embarca em uma viagem rumo a Laguna para reencontrar seu grande amor, fazendo muito mais que uma simples viagem, mas uma jornada de autodescoberta, amadurecendo e se tornando uma mulher independente. Infelizmente a essa altura Garibaldi já havia encontrado conforto e o amor nos braços de outra mulher, Anita (Giovanna Antonelli), que é o oposto de Manuela, uma mulher revolucionária e guerreira, como ele. Manuela teria que lidar com a desilusão e a rejeição por toda uma vida.
As vidas de Manuela, Caetana, Rosário, Mariana, María, Perpétua e Ana Joaquina se entrelaçam na dor e no tempo que vivem, sendo que cada uma dessas sete mulheres conheceu e viveu o amor e a dor de maneiras e formas distintas, possuindo em comum o fato de compartilharem da mesma fé e da mesma esperança de dias melhores e felizes a todas as pessoas.

### Diferenças entre a minissérie e o romance
Na adaptação do romance de Letícia Wierzchowski para a televisão, os autores e a emissora tomaram algumas liberdades que, no entender de estudiosos da cultura gaúcha, foram excessivas, tais como:
- No romance, enfatiza-se o caráter conservador na educação das filhas dos estancieiros gaúchos no século XIX, assim como a pobreza e rotina de seu cotidiano (especialmente na situação de confinamento em que se encontravam). Relacionamentos amorosos eram tratados com recato. Na minissérie, o comportamento das personagens femininas pouco se diferencia do comportamento das mulheres nas novelas ambientadas no Rio de Janeiro do século XXI.
- O isolamento das sete mulheres é enfatizado no romance e é essencial para o desenvolvimento dramático e psicológico das personagens. Visitas eram esporádicas e os acontecimentos externos permaneciam distantes, sendo apenas conhecidos por meio de cartas e mensageiros. A minissérie foi alterada para manter o interesse do público: a casa é palco de frequentes encontros e festas; e as personagens se envolvem diretamente em episódios da revolução.
- O relacionamento de Manuela e Garibaldi foi descaracterizado. No romance, ambos rompem porque Manuela, uma personagem real, não teve coragem de deixar a casa e acompanhá-lo; sofreu o resto da vida por isso: nunca se casou e teve uma vida solitária, sendo apontada nas ruas de Pelotas, onde foi morar, como a "noiva de Garibaldi": no romance, Anita é apenas citada, mas não aparece. Da mesma forma, na minissérie, após o rompimento ter sido mostrado tal como no romance, Manuela, ao saber do novo relacionamento de Garibaldi, vai a seu encontro, enfrenta Anita e se envolve nos combates da Revolução Farroupilha. Desde então, sem transição, torna-se uma personagem forte e decidida, tomando a decisão que Garibaldi esperava dela, e no romance não teve coragem de tomar. Esta mudança, no entanto, não passou despercebida dos espectadores da minissérie, que, em centenas de cartas e mensagens eletrônicas, pediam aos autores que no final Garibaldi e Manuela ficassem juntos.
- A personagem Maria Gonçalves, no romance, se mostra como uma mulher gentil e meiga, que ama o marido; na minissérie, é uma mulher amarga, dura, implacável e desagradável com as três filhas e com o filho Antônio (cuja existência é ignorada na minissérie).
- No romance, Manuela tem cerca de 15 anos; na minissérie, Manuela aparenta ter, no mínimo, 22 anos. A ordem de nascimento no romance também foi alterada na minissérie: o mais velho é Antônio (o qual foi increditado na minissérie), Rosário, Mariana e Manuela; na minissérie, Manuela é mais velha que Rosário, que é mais velha que Mariana. Da mesma forma, Caetano possui 15 anos no romance, enquanto na minissérie sua idade é 19 anos.
- A minissérie cometeu também um deslize geográfico: a ação se passa na região de Camaquã e Cristal, no Rio Grande do Sul, entre a serra do sudeste e a costa da Lagoa dos Patos, uma planície com poucas elevações que se estende do sul de Porto Alegre até o extremo meridional do Uruguai. No entanto, aparecem seguidas cenas tomadas no Cânion Fortaleza, situado na serra gaúcha, em Cambará do Sul.

## Elenco
| Intérprete            | Personagem                                   |
| --------------------- | -------------------------------------------- |
| Thiago Lacerda        | Giuseppe Garibaldi                           |
| Giovanna Antonelli    | Anita Garibaldi                              |
| Camila Morgado        | Manuela de Paula Gonçalves da Silva Ferreira |
| Mariana Ximenes       | Rosário Gonçalves da Silva Ferreira          |
| Eliane Giardini       | Caetana Garcia Gonçalves da Silva            |
| Daniela Escobar       | Perpétua Garcia Gonçalves da Silva           |
| Nívea Maria           | Maria Gonçalves da Silva Ferreira            |
| Samara Felippo        | Mariana Gonçalves da Silva Ferreira          |
| Bete Mendes           | Ana Joaquina Gonçalves da Silva              |
| Thiago Fragoso        | Estevão Duarte                               |
| Werner Schünemann     | Bento Gonçalves da Silva                     |
| Luís Melo             | Bento Manuel Ribeiro                         |
| Marcello Novaes       | Inácio José de Oliveira Guimarães            |
| Heitor Martinez       | João Gutierrez                               |
| Jandira Martini       | Antônia Gonçalves da Silva                   |
| Rodrigo Faro          | Joaquim Gonçalves da Silva (Quincas)         |
| Murilo Rosa           | Afonso José de Almeida Corte Real            |
| Tarcísio Filho        | General Antônio de Sousa Neto                |
| José de Abreu         | Onofre Pires                                 |
| Dalton Vigh           | Luigi Rossetti                               |
| Ney Latorraca         | José de Araújo Ribeiro                       |
| Ângelo Antônio        | Tito Livio Zambeccari                        |
| Sebastião Vasconcelos | Antônio Gonçalves da Silva                   |
| Dado Dolabella        | Bento Gonçalves da Silva Filho (Bentinho)    |
| Carla Cabral          | Tânia Brito                                  |
| Amandha Lee           | Luzia                                        |
| Ana Beatriz Nogueira  | Rosa Moreira                                 |
| Bruno Gagliasso       | Caetano Gonçalves da Silva                   |
| Gilson Moura          | Coronel Moringue                             |
| José Victor Castiel   | Chico Mascate                                |
| Rosi Campos           | Consuelo                                     |
| Juliana Paes          | Teiniaguá                                    |
| Manuela do Monte      | Joana Moreira                                |
| Zé Carlos Machado     | Anselmo                                      |
| Gabriel Gracindo      | Eduardo                                      |
| Theodoro Cochrane     | Pedro                                        |
| Antônio Pompêo        | João Congo                                   |
| Maurício Gonçalves    | Terêncio Zimbué                              |
| Viviane Porto         | Zefina Zimbué                                |
| Mariah da Penha       | Viriata                                      |
| Mary Sheila           | Beata                                        |
| Bukassa Kabengele     | Zé Pedra                                     |
| Carla Diaz            | Angélica Garcia Gonçalves da Silva           |
| Carlos Machado Filho  | Marco Antônio Gonçalves da Silva             |
| Sérgio Vieira         | Leão Gonçalves da Silva                      |
| André Luiz Miranda    | Netinho Zimbué                               |

### Participações especiais
| Intérprete          | Personagem                                        |
| ------------------- | ------------------------------------------------- |
| Sabrina Greve       | Teresa de Oliveira Guimarães                      |
| Irene Ravache       | Madalena Aguilar                                  |
| Norma Geraldy       | Manuela (idosa no último capítulo)                |
| Pedro Malta         | Marco Antônio Garcia Gonçalves da Silva (criança) |
| Lucas Rocha         | Leão Garcia Gonçalves da Silva (criança)          |
| Beatriz Browne      | Angélica Garcia Gonçalves da Silva (criança)      |
| Milena Toscano      | Clara Soares                                      |
| Jandir Ferrari      | Padilha                                           |
| Ítala Nandi         | Francisca                                         |
| Tonico Pereira      | Padre Roberto                                     |
| Gláucio Gomes       | Vicente da Fontoura                               |
| Othon Bastos        | Domingos Crescêncio de Carvalho                   |
| Roberto Pirillo     | General Menna Barreto                             |
| Nelson Diniz        | Barão de Caxias                                   |
| Stepan Nercessian   | Francisco Sabino                                  |
| Ariclê Perez        | Madre Cecília                                     |
| Christiana Guinle   | Irmã Damiana                                      |
| Camilo Bevilacqua   | Mello Manso                                       |
| José Dumont         | Comandante do Forte                               |
| Camila Amado        | Tia Ângela                                        |
| Blota Filho         | Marcos Alves                                      |
| Lafayette Galvão    | Padre Vilar                                       |
| Sérgio Viotti       | Padre Cordeiro                                    |
| João Velho          | Leon                                              |
| Roberto Bomtempo    | Manuel Aguiar                                     |
| André Mattos        | Pedro Boticário                                   |
| Douglas Simon       | Teixeira Nunes                                    |
| Marcos Barreto      | Paulo                                             |
| Arieta Corrêa       | Bárbara                                           |
| Lafayette Galvão    | Padre                                             |
| Christiane Tricerri | Quitéria                                          |
| Tarciana Saad       | Anahy                                             |
| Cinira Camargo      | China                                             |
| Cláudio Gabriel     | Caramuru                                          |
| Adriano Garib       | Caramuru                                          |
| Ilya São Paulo      | Caramuru                                          |
| João Carlos Barroso | Caramuru                                          |
| Chico Expedito      | Caramuru                                          |
| Vicente Barcellos   | Caramuru                                          |
| Ricardo Herriot     | John Griggs                                       |
| Renato Medina       | Carniglia                                         |
| Juliano Righetto    | Lorenzo                                           |
| Riddan Pires        | Domingos de Almeida                               |
| Créo Kellab         | Marcelino                                         |
| Pepi Figueroa       | Vinícius                                          |
| Alexandre Lemos     | Marco Antônio                                     |
| Oscar Simch         | David Canabarro                                   |
| Fábio Dias          | Bilbao                                            |
| Juliana Thomaz      | China                                             |
| Ricardo Pavão       | Comerciante                                       |

## Exibição

### Reprises
Foi reprisada pela TV Globo em duas ocasiões para cobrir o buraco do horário político em Brasília e em residências com antena parabólica e TV a cabo. Foi reprisada pela primeira vez entre 15 de agosto a 22 de setembro de 2006. Foi reprisada pela segunda vez entre 21 de agosto a 4 de outubro de 2012.
Foi reexibida pelo Viva de 18 de maio a 27 de julho de 2010, sendo substituída por Memorial de Maria Moura; e novamente de 26 de junho a 5 de setembro de 2013 substituindo Anos Rebeldes e sendo substituída pela minissérie Mad Maria. Foi reexibida pela terceira vez no Viva de 3 de janeiro a 14 de março de 2022, inaugurado a nova faixa de minisséries do canal às 20h30 e sendo substituída por Presença de Anita. No entanto, com a inversão de horário com a telenovela mexicana Marimar, que estreou no mesmo dia, a sua sucessora passou a ser exibida às 19h30.

### Outras Mídias
Em 29 de agosto de 2022, foi disponibilizada na íntegra pelo Globoplay, como parte do Projeto Resgate.

## Trilha sonora

### Oficial
Capa: Thiago Lacerda
1. Mercedita (Merceditas) - Gal Costa
2. Passione - Zizi Possi
3. La Media Vuelta - Rodrigo Faro
4. Tristesse - Milton Nascimento e Maria Rita Mariano
5. Cavalo Baio - Sagrado Coração da Terra
6. Sete Vidas - Adriana Mezzadri
7. Piel de Lava - Paula Santoro
8. Prenda Minha - Flávio Venturini
9. Fênix - Jorge Vercillo
10. Il Dio Dei Buoni - Agnaldo Rayol
11. Te Tengo Miedo - Adriana Mezzadri
12. Uma Voz no Vento - Leila Pinheiro
13. Vidas, Amores e Guerras - Marcus Viana
14. A Saga dos Pampas - Marcus Viana & Transfônica Orkestra

### Complementar
1. Sinfonia Platina
2. Na Vastidão dos Pampas
3. Por Honra e Glória
4. Cavalgando Pela Liberdade
5. Sete Vidas
6. Do Amor e da Guerra
7. Minuano
8. Cavalo Baio
9. Prenda Minha
10. Rio Grande
11. A Retirada
12. Uma Voz no Vento
13. Tema da Batalha
14. Il Dio Dei Buoni
15. Cristais
16. Do Amor e da Guerra II
17. Prenda Minha II
18. Vidas, Amores e Guerras

## Prêmios
Prêmio Contigo (2004):
- Melhor Atriz Revelação - Camila Morgado
- Melhor Diretor - Jayme Monjardim
- Melhor Maquiagem - Kiko Alves
- Melhor Par Romântico - Mariana Ximenes e Thiago Fragoso

Troféu Imprensa (2004):
- Melhor Programa

APCA (2004):
- Melhor Atriz - Nívea Maria

Prêmio Conta Mais (2004):
- Melhor Atriz Revelação - Camila Morgado

Troféu Leão de Ouro (atual "Troféu Leão Lobo") (2004):
- Melhor Diretor - Jayme Monjardim
- Melhor Ator - Luís Mello
- Ator Revelação - Werner Schunemann

Troféu Super Cap de Ouro
- Melhor Atriz - Daniela Escobar
- Melhor Ator - Tarcísio Filho
- Melhor Diretor- Jayme Monjardim

Prêmio Qualidade Brasil (2004):
- Prêmio Especial - Minissérie
- Rio de Janeiro
  - Melhor Atriz - Eliane Giardini
  - Melhor Ator Revelação - Werner Schünemann
  - Melhor Atriz Revelação - Camila Morgado
  - Melhor Diretor - Jayme Monjardim
- São Paulo
  - Melhor Ator - Luís Mello
  - Melhor Atriz - Nívea Maria
  - Melhor Ator Revelação - Werner Schünemann
  - Melhor Diretor - Jayme Monjardim

Prêmio INTE (2004) (internacional):
- Série do Ano
- Ator do Ano - Thiago Lacerda
- Diretor do Ano - Jayme Monjardim